# Paracoccidioides loboi
Paracoccidioides loboi (Fonseca & Leão) F.P. Almeida & Silva Lacaz – gatunek grzybów należący do klasy Eurotiomycetes. Grzyb mikroskopijny, dermatofit wywołujący u ludzi chorobę skóry o nazwie lobomykoza.

## Systematyka i nazewnictwo
Pozycja w klasyfikacji według Index Fungorum:  Paracoccidioides, Ajellomycetaceae, Onygenales, Eurotiomycetidae, Eurotiomycetes, Pezizomycotina, Ascomycota, Fungi.
Po raz pierwszy opisali go w 1940 r. Olympio Oliveira Ribeiro da Fonseca i A.E. de Arêa Leão, nadając mu nazwę Glenosporella loboi. W 1949 r. Floriano Paulo de Almeida i Silva Lacaz przenieśli go do rodzaju Paracoccidioides. Ma 7 synonimów.